# Eleições autárquicas de 2009 na Maia
As eleições autárquicas de 2009 serviram para eleger os membros para os diferentes órgãos do poder local no concelho da Maia.
O Partido Social Democrata voltou a vencer as eleições com ampla maioria ao obter mais de 57% dos votos e 8 vereadores.

## Resultados Oficiais
Os resultados para os diferentes órgãos do poder local no concelho da Maia foram os seguintes:

### Câmara Municipal
| Partido                 | Partido                        | Votos   | %               | +/-  | Vereadores | +/-     |
| ----------------------- | ------------------------------ | ------- | --------------- | ---- | ---------- | ------- |
|                         | Partido Social Democrata       | 36 647  | 57,76 / 100,00  | -    | 8 / 11     | -       |
|                         | Partido Socialista             | 16 380  | 25,82 / 100,00  | 3,34 | 3 / 11     | Estável |
|                         | Bloco de Esquerda              | 2 941   | 4,64 / 100,00   | 0,72 | 0 / 11     | Estável |
|                         | Coligação Democrática Unitária | 2 792   | 4,40 / 100,00   | 1,24 | 0 / 11     | Estável |
|                         | CDS – Partido Popular          | 2 502   | 3,94 / 100,00   | -    | 0 / 11     | -       |
| Votos Inválidos         | Votos Inválidos                | 2 182   | 3,44 / 100,00   | 2,60 |            |         |
| Total                   | Total                          | 63 444  | 100,00 / 100,00 |      | 11 / 11    | 2       |
| Eleitorado/Participação | Eleitorado/Participação        | 104 696 | 60,60 / 100,00  | 1,47 |            |         |

### Assembleia Municipal
| Partido                 | Partido                        | Votos   | %               | +/-  | Deputados | +/-     |
| ----------------------- | ------------------------------ | ------- | --------------- | ---- | --------- | ------- |
|                         | Partido Social Democrata       | 32 095  | 50,59 / 100,00  | -    | 18 / 33   | -       |
|                         | Partido Socialista             | 18 649  | 29,39 / 100,00  | 2,52 | 11 / 33   | 2       |
|                         | Bloco de Esquerda              | 3 863   | 6,09 / 100,00   | 0,90 | 2 / 33    | Estável |
|                         | Coligação Democrática Unitária | 3 200   | 5,04 / 100,00   | 1,58 | 1 / 33    | 1       |
|                         | CDS – Partido Popular          | 3 093   | 4,88 / 100,00   | -    | 1 / 33    | -       |
| Votos Inválidos         | Votos Inválidos                | 2 543   | 4,01 / 100,00   | 2,51 |           |         |
| Total                   | Total                          | 63 443  | 100,00 / 100,00 |      | 11 / 11   | 2       |
| Eleitorado/Participação | Eleitorado/Participação        | 104 696 | 60,60 / 100,00  | 1,47 |           |         |

### Juntas de Freguesia
| Partido                 | Partido                        | Votos   | %               | +/-  | Presidentes | +/-     | Mandatos  | +/-     |
| ----------------------- | ------------------------------ | ------- | --------------- | ---- | ----------- | ------- | --------- | ------- |
|                         | Partido Social Democrata       | 29 923  | 47,16 / 100,00  | -    | 14 / 17     | -       | 107 / 183 | -       |
|                         | Partido Socialista             | 21 163  | 33,36 / 100,00  | 2,32 | 2 / 17      | 2       | 64 / 183  | 4       |
|                         | Coligação Democrática Unitária | 3 192   | 5,03 / 100,00   | 1,52 | 0 / 17      | Estável | 2 / 183   | 2       |
|                         | Bloco de Esquerda              | 2 991   | 4,71 / 100,00   | 0,79 | 0 / 17      | Estável | 3 / 183   | Estável |
|                         | CDS – Partido Popular          | 1 867   | 2,94 / 100,00   | -    | 0 / 17      | -       | 0 / 183   | -       |
|                         | Grupo de Cidadãos              | 1 784   | 2,81 / 100,00   | 0,28 | 1 / 17      | Estável | 7 / 183   | 1       |
| Votos Inválidos         | Votos Inválidos                | 2 526   | 3,98 / 100,00   | 2,14 |             |         |           |         |
| Total                   | Total                          | 63 446  | 100,00 / 100,00 |      | 17 / 17     |         | 183 / 183 | 6       |
| Eleitorado/Participação | Eleitorado/Participação        | 104 696 | 60,60 / 100,00  | 1,47 |             |         |           |         |

## Resultados por Freguesia

### Câmara Municipal
| Freguesia          | %     | %     | %    | %    | %    | Votantes |
| Freguesia          | PSD   | PS    | BE   | CDU  | CDS  | Votantes |
| ------------------ | ----- | ----- | ---- | ---- | ---- | -------- |
| Águas Santas       | 55,86 | 26,32 | 5,51 | 5,68 | 3,63 | 11 655   |
| Avioso Santa Maria | 65,71 | 18,05 | 3,10 | 2,55 | 6,62 | 2 161    |
| Avioso São Pedro   | 63,58 | 21,71 | 3,39 | 2,78 | 6,00 | 1 801    |
| Barca              | 60,04 | 30,14 | 2,62 | 1,97 | 2,26 | 1 679    |
| Folgosa            | 56,91 | 26,88 | 3,92 | 3,92 | 4,08 | 1 838    |
| Gemunde            | 60,50 | 28,00 | 2,72 | 3,07 | 2,83 | 2 575    |
| Gondim             | 49,70 | 39,14 | 2,75 | 2,15 | 2,66 | 1 165    |
| Gueifães           | 51,43 | 30,93 | 5,62 | 5,27 | 3,37 | 6 354    |
| Maia               | 59,52 | 22,81 | 5,23 | 4,07 | 4,47 | 6 040    |
| Milheirós          | 54,60 | 32,96 | 3,74 | 3,16 | 2,50 | 2 597    |
| Moreira            | 56,57 | 25,98 | 5,08 | 4,08 | 3,99 | 5 512    |
| Nogueira           | 64,97 | 23,09 | 4,05 | 3,38 | 2,38 | 2 689    |
| Pedrouços          | 54,89 | 24,41 | 4,94 | 7,51 | 4,87 | 5 445    |
| São Pedro Fins     | 67,79 | 19,21 | 3,36 | 2,50 | 3,27 | 1 161    |
| Silva Escura       | 75,79 | 10,65 | 4,04 | 1,94 | 4,04 | 1 239    |
| Vermoim            | 59,23 | 24,93 | 4,76 | 3,24 | 4,45 | 6 674    |
| Vila Nova da Telha | 54,77 | 26,76 | 4,65 | 5,04 | 4,48 | 2 859    |
| Maia               | 57,76 | 25,82 | 4,64 | 4,40 | 3,94 | 63 444   |

### Assembleia Municipal
| Freguesia          | %     | %     | %    | %    | %    | Votantes |
| Freguesia          | PSD   | PS    | BE   | CDU  | CDS  | Votantes |
| ------------------ | ----- | ----- | ---- | ---- | ---- | -------- |
| Águas Santas       | 47,95 | 30,70 | 6,87 | 6,52 | 4,52 | 11 655   |
| Avioso Santa Maria | 58,26 | 21,19 | 4,67 | 3,24 | 7,87 | 2 161    |
| Avioso São Pedro   | 55,30 | 25,10 | 4,94 | 3,05 | 8,05 | 1 801    |
| Barca              | 52,41 | 34,43 | 3,63 | 2,50 | 3,04 | 1 679    |
| Folgosa            | 51,03 | 29,76 | 4,68 | 3,86 | 4,95 | 1 838    |
| Gemunde            | 54,80 | 31,34 | 3,61 | 3,42 | 3,84 | 2 575    |
| Gondim             | 42,66 | 46,61 | 2,83 | 2,15 | 2,75 | 1 165    |
| Gueifães           | 41,88 | 36,34 | 7,92 | 5,93 | 4,22 | 6 354    |
| Maia               | 54,21 | 24,47 | 7,04 | 4,50 | 5,66 | 6 040    |
| Milheirós          | 48,63 | 35,46 | 4,85 | 4,31 | 3,50 | 2 597    |
| Moreira            | 50,63 | 28,92 | 6,42 | 4,63 | 4,37 | 5 512    |
| Nogueira           | 59,69 | 25,18 | 5,50 | 3,72 | 3,09 | 2 689    |
| Pedrouços          | 48,60 | 26,87 | 6,17 | 8,98 | 5,40 | 5 445    |
| São Pedro Fins     | 62,10 | 21,02 | 4,48 | 2,84 | 4,31 | 1 161    |
| Silva Escura       | 62,92 | 20,19 | 4,77 | 2,10 | 5,57 | 1 238    |
| Vermoim            | 51,35 | 28,21 | 6,31 | 3,97 | 5,81 | 6 674    |
| Vila Nova da Telha | 47,53 | 30,33 | 6,12 | 5,60 | 5,32 | 2 859    |
| Maia               | 50,59 | 29,39 | 6,09 | 5,04 | 4,88 | 63 443   |

### Juntas de Freguesia
| Freguesia          | 2005-2009 | 2005-2009          | 2005-2009      | 2009-2013 | 2009-2013                | 2009-2013      |
| ------------------ | --------- | ------------------ | -------------- | --------- | ------------------------ | -------------- |
| Águas Santas       |           | Partido Socialista | 44,03 / 100,00 |           | Partido Social Democrata | 42,40 / 100,00 |
| Avioso Santa Maria |           | PSD-CDS            | 60,84 / 100,00 |           | Partido Social Democrata | 59,09 / 100,00 |
| Avioso São Pedro   |           | PSD-CDS            | 58,22 / 100,00 |           | Partido Social Democrata | 53,91 / 100,00 |
| Barca              |           | PSD-CDS            | 51,46 / 100,00 |           | Partido Social Democrata | 56,82 / 100,00 |
| Folgosa            |           | PSD-CDS            | 46,62 / 100,00 |           | Partido Social Democrata | 52,72 / 100,00 |
| Gemunde            |           | PSD-CDS            | 49,12 / 100,00 |           | Partido Social Democrata | 49,59 / 100,00 |
| Gondim             |           | Partido Socialista | 39,14 / 100,00 |           | Partido Socialista       | 53,82 / 100,00 |
| Gueifães           |           | Partido Socialista | 49,64 / 100,00 |           | Partido Socialista       | 49,78 / 100,00 |
| Maia               |           | PSD-CDS            | 60,07 / 100,00 |           | Partido Social Democrata | 61,03 / 100,00 |
| Milheirós          |           | Partido Socialista | 49,31 / 100,00 |           | Partido Social Democrata | 48,52 / 100,00 |
| Moreira            |           | PSD-CDS            | 46,42 / 100,00 |           | Partido Social Democrata | 51,25 / 100,00 |
| Nogueira           |           | PSD-CDS            | 55,89 / 100,00 |           | Partido Social Democrata | 63,96 / 100,00 |
| Pedrouços          |           | PSD-CDS            | 46,29 / 100,00 |           | Partido Social Democrata | 48,30 / 100,00 |
| São Pedro Fins     |           | PSD-CDS            | 56,83 / 100,00 |           | Partido Social Democrata | 70,80 / 100,00 |
| Silva Escura       |           | PSD-CDS            | 71,60 / 100,00 |           | Partido Social Democrata | 72,18 / 100,00 |
| Vermoim            |           | PSD-CDS            | 46,75 / 100,00 |           | Partido Social Democrata | 48,20 / 100,00 |
| Vila Nova da Telha |           | Grupo de Cidadãos  | 41,21 / 100,00 |           | Grupo de Cidadãos        | 62,40 / 100,00 |